# باشگاه فوتبال وستری
باشگاه فوتبال وستری یک تیم فوتبال واقع در ایسافجرویر ایسلند است. بخشی از این باشگاه تیم فوتبال بزرگسالان آقایان آن است که از سال 2016 در لیگ 2 فعالیت دارد. 